# Maria Stępniak
Maria Stępniak (ur. 16 kwietnia 1949 w Górach Małych) – polska rolniczka, ogrodniczka, posłanka na Sejm X kadencji (1989–1991).

## Życiorys
Uzyskała wykształcenie średnie zawodowe. Ukończyła Technikum Ogrodnicze w 1972. Podjęła pracę w zawodzie ogrodnika, prowadząc własne gospodarstwo w Łącku. Na początku lat 80. zaangażowała się w działalność Niezależnego Samorządnego Związku Zawodowego Rolników Indywidualnych „Solidarność”. Do czasu wprowadzenia stanu wojennego pełniła funkcję sekretarza zarządu regionu tego związku.
W 1989 uzyskała mandat posłanki na Sejm X kadencji z okręgu płockiego jako kandydatka bezpartyjna z poparciem Komitetu Obywatelskiego. Zasiadała w Komisji Polityki Społecznej, należała do Obywatelskiego Klubu Parlamentarnego, a w jego ramach do koła Polskiego Stronnictwa Ludowego „Solidarność”. Po zakończeniu kadencji wycofała się z polityki, zajmując się prowadzeniem szklarni oraz kwiaciarni na terenie Płocka.